# 安洁丽卡·里维拉
安潔麗卡·里維拉·乌塔多（西班牙語：Angélica Rivera Hurtado，發音：[aŋˈxelika riˈβeɾa uɾˈtaðo]；1969年8月2日—），墨西哥總统恩里克·培尼亚·涅托的前妻和前墨西哥第一夫人。婚前，里維拉是墨西哥知名演员、歌手和模特儿。